# ميخائيل روزين (عالم حاسوب)
ميخائيل روزين (بالإنجليزية: Michael Rosen)‏ هو عالم حاسوب أمريكي، ولد في 1956.